# 李经纶
李经纶（1917年—），男，河南舞阳人，中华人民共和国政治人物，曾任陕西省计划生育委员会主任，陕西省政协副主席。